# TV Tiradentes
TV Tiradentes (também chamada de Rede Tiradentes) é uma emissora de televisão brasileira sediada em Manaus, capital do estado do Amazonas. Opera no canal 20 (19 UHF digital). Pertence à Rede Tiradentes de Rádio e Televisão, de propriedade do empresário, jornalista e blogueiro Ronaldo Tiradentes, que também mantém a rádio Tiradentes FM (afiliada à Eldorado FM), além da frequência 91,5 FM, arrendada à Rede Aleluia.
A maior parte da programação local da emissora é composta por videoclipes musicais, mas na parte da manhã, retransmite o Manhã de Notícias, produzido nos estúdios da Tiradentes FM, além de alugar horários para produtoras independentes.

## História
A TV Tiradentes entrou no ar na madrugada do dia 26 de setembro de 2011, no canal 13 da NET. A emissora iniciou as operações em caráter experimental com os programas da CBN Manaus e em seguida com clipes,seguindo o mesmo estilo musical da Rádio Tiradentes FM. É a primeira emissora de televisão aberta brasileira que transmite ao vivo programas de rádio, diretamente dos estúdios.
No dia 30 de dezembro, a emissora passou a transmitir no canal 20 UHF da TV aberta, porém ainda em sinal analógico, pois futuramente será transmitida totalmente em sinal 100% digital.
Antes da TV Tiradentes, o canal 20 era ocupado pela antiga TV Amazônia, afiliada à CNT, que após ser comprada pela Rede de Rádio e Televisão Tiradentes, a emissora foi extinta e passou por três meses de testes de sinais e sons.
Em 14 de fevereiro de 2012, houve a assinatura do contrato de outorga da TV Tiradentes pelo Ministro das Comunicações, Paulo Bernardo, junto ao proprietário da emissora, Ronaldo Tiradentes.
Em 11 de maio, inaugura oficialmente seus estúdios, transmitindo ao vivo a festa de inauguração, data a partir da qual ela passa a operar em caráter definitivo.
Em 18 de maio, Ronaldo Tiradentes anunciou no próprio blog, de que está na fila e está pronto a transmitir o Festival de Parintins, até então da Rede Bandeirantes, após publicação de ontem por "um site especializado em televisão" de que 2012 será último ano em que a Bandeirantes vai transmitir.
Em 1º de outubro, a emissora anuncia a aquisição de van equipada para transmissão portátil através de microondas e via satélite, para uso em matérias jornalísticas e transmissão de eventos, funcionando com câmeras em HDTV, bem como a aquisição de equipamento portátil em uma mochila que possibilita ao cinegrafista a locomoção e transmissão de matérias para os telejornais da emissora, a emissora fez a cobertura das eleições 2012, com flashes ao vivo e via rede de dados durante a programação.
A transmissão das três noites do Boi Manaus, festa de aniversário da Cidade de Manaus, ocorrido nos dias 19, 20 e 21 de outubro, foi a primeira grande transmissão de evento local da emissora, utilizando-se dos seus equipamentos de última geração, com excelente qualidade de áudio e vídeo em alta definição.
Em 5 de dezembro, a emissora adquiriu com exclusividade o direito de transmissão do desfile das escolas de samba do Grupo Especial do Carnaval de Manaus, quando os presidentes dessas escolas acompanharam o presidente da AGEESMA, Elimar Cunha e Silva, após assinar contrato com a TV Tiradentes. Com a assinatura, a emissora passa a ter exclusividade na transmissão do carnaval, a partir do dia 9 de fevereiro do ano que vem, todas a partir das 20 horas. Até 2012, as transmissões pertenciam com exclusividade à TV Em Tempo (afiliada ao SBT).
Em 1º de janeiro de 2013, a emissora transmitiu ao vivo e com exclusividade a cerimônia de posse do prefeito Arthur Virgílio Neto, direto do Teatro Amazonas.
Nos dias 9, 10 e 11 de fevereiro, a emissora transmite com exclusividade, desfile das escolas de samba do Grupo Especial do Carnaval de Manaus, mais conhecido como Carnaboi em meio às denúncias de que houve boicote do próprio Governo do Estado do Amazonas.
Em 13 de maio, a emissora comemora um ano no ar, embora tenha surgido em 2011.
Nas noites dos dias 28, 29 e 30 de junho a TV Tiradentes retransmitiu as imagens do desfile do Boi Bumbá Caprichoso diretamente da arena do Bumbódromo de Parintins, com imagens em HDTV.
Em 2014, a emissora estava no canal 13 passa para o canal 19, devido a reorganização da numeração da NET.
Em fevereiro, estreou o programa esportivo Tiradentes Esporte, mas ficou pouco tempo no ar. Em 5 de outubro, a emissora faz cobertura das eleições 2014 com flashes ao vivo da programação.
No dia 21 de outubro de 2015, a TV Tiradentes passa a transmitir, em definitivo, a sua programação e a do Esporte Interativo em alta definição na NET Manaus, através do canal 519 da operadora. Assim, Manaus torna-se a primeira praça da NET com o sinal do Esporte Interativo em HD. Em dezembro, estreia o programa humorístico Autarquias do Humor.
Em abril de 2016, o humorístico Autarquias do Humor deixa a grade da emissora. No dia 8 de junho de 2016, a emissora iniciou suas transmissões digitais pela NET. Em 2 de outubro, a emissora faz cobertura das eleições 2016 no primeiro turno durante a programação, no dia 30 de outubro fez a cobertura no segundo turno.
Em 6 de março de 2017, entra no ar o sinal digital da TV Tiradentes, através do canal 59 UHF, posteriormente mudou para 19 UHF (20.1 virtual). No final de novembro, a emissora deixa de transmitir o Esporte Interativo BR e o telejornal Notícias da Hora sai do ar na grade da programação. Em outubro de 2019, estreia o Baré News TV na programação.
Em 8 de junho de 2020, a emissora passa a transmitir o programa Vida de Artista, feito pela Rede Meio Norte. Em 5 de agosto, a emissora tira do ar o Vida de Artista.

## Programação
A programação local da emissora, em sua maioria, é composta por videoclipes musicais, além da exibição de programas de produtoras independentes. A única produção local exibida atualmente é o Manhã de Notícias, jornal transmitido originalmente dos estúdios da Tiradentes FM, exibido em horário matutino. Entre 2015 e 2016, a emissora exibiu o programa humorístico Autarquias do Humor, que já foi exibido em diversas emissoras do Nordeste.

## Sinal digital
| Canal virtual | Canal digital | Proporção de tela | Programação                            |
| ------------- | ------------- | ----------------- | -------------------------------------- |
| 20.1          | 19 UHF        | 1080i             | Programação principal da TV Tiradentes |

A emissora iniciou suas transmissões digitais no dia 8 de junho de 2016 pela NET. No dia 6 de março de 2017, através do canal 59 UHF, com a programação em alta definição. No dia 21 de junho, deixou o 59 UHF e passou a transmitir pelo 19 UHF.
Transição para o sinal digital
Com base no decreto federal de transição das emissoras de TV brasileiras do sinal analógico para o digital, a TV Tiradentes, bem como as outras emissoras de Manaus, cessou suas transmissões pelo canal 20 UHF no dia 30 de maio de 2018, seguindo o cronograma oficial da ANATEL.

## Retransmissoras
- Careiro da Várzea - 19 UHF digital (20.1 virtual)
- Iranduba - 19 UHF digital (20.1 virtual)